# Морокутти, Вильгельм
Вильге́льм Йо́зеф Мороку́тти (нем. Wilhelm Josef Morokutti; 9 мая 1900, Вена, Австро-Венгрия — 2 февраля 1962, Обернойкирхен, Австрия) — австрийский футболист, нападающий. Наиболее известен как игрок австрийского клуба «Винер Аматёр».

## Клубная карьера
Вильгельм Морокутти начал свою карьеру в школьной команде венского клуба «Винер Аматёр» в 1914 году. После начала Первой мировой войны многие австрийские футболисты были призваны на военную службу, поэтому уже в возрасте 16 лет Морокутти дебютировал за основную команду «Винера» в матче чемпионата Австрии против «Ваккера». В сезоне 1919/20 клуб дошёл до финала Кубка Австрии, где проиграл «Рапиду». Спустя год «Винер Аматёр» всё же выиграл соревнование, впервые в своей истории, однако Морокутти не принимал участие в финальном матче.
В линии нападения Морокутти чаще всего играл на позиции крайнего правого нападающего, эффективно взаимодействуя с Кальманом Конрадом. Начиная с сезона 1923/24 в течение трёх лет «Винер Аматёр» дважды стал чемпионом Австрии, а также трижды подряд выиграл Кубок Австрии. После ухода Конрада из клуба в 1924 году наиболее результативными партнёрами Морокутти на протяжении следующих нескольких лет были Густав Визер, Виктор Хирлендер и Маттиас Синделар.
В 1930 году Морокутти перешёл в клуб ВАК, за который нерегулярно выступал в течение двух сезонов. В сезоне 1931/32 сыграл в ответном финальном матче Кубка Митропы против венского клуба «Фёрст».

## Карьера в сборной
Морокутти дебютировал за национальную сборную Австрии 15 января 1922 года в товарищеском матче против сборной Италии. Игра завершилась вничью со счётом 3:3. 19 апреля 1925 года забил свой первый гол за сборную в победном матче против Франции (4:0), а 13 декабря того же года сделал дубль в игре против Бельгии (4:3). В 1926 году уступил своё место в линии нападения Игнацу Зиглю, после этого вызывался в сборную лишь один раз — на матч против Югославии 6 мая 1928 года (3:0). Всего сыграл за сборную Австрии 17 матчей, забив 5 мячей.

## Достижения
«Винер Аматёр»
- Чемпион Австрии (2): 1923/24, 1925/26
- Обладатель Кубка Австрии (3): 1923/24, 1924/25, 1925/26
- Итого: 5 трофеев

ВАК
- Финалист Кубка Митропы: 1931

## Статистика выступлений
| Клуб             | Сезон            | Лига | Лига | Кубок Австрии | Кубок Австрии | Кубок Митропы | Кубок Митропы | Итого | Итого | Товарищеские матчи | Товарищеские матчи | Всего | Всего |
| Клуб             | Сезон            | Игры | Голы | Игры          | Голы          | Игры          | Голы          | Игры  | Голы  | Игры               | Голы               | Игры  | Голы  |
| ---------------- | ---------------- | ---- | ---- | ------------- | ------------- | ------------- | ------------- | ----- | ----- | ------------------ | ------------------ | ----- | ----- |
| Винер Аматёр     | 1917/18          | 3    | 0    | 2             | 1             | -             | -             | 5     | 1     | 3                  | 1                  | 8     | 2     |
| Винер Аматёр     | 1918/19          | 8    | 2    | 0             | 0             | -             | -             | 8     | 2     | 3                  | 3                  | 11    | 5     |
| Винер Аматёр     | 1919/20          | 16   | 7    | 5             | 7             | -             | -             | 21    | 14    | 9                  | 2                  | 30    | 16    |
| Винер Аматёр     | 1920/21          | 17   | 7    | 4             | 3             | -             | -             | 21    | 10    | 8                  | 11                 | 29    | 21    |
| Винер Аматёр     | 1921/22          | 20   | 9    | 5             | 0             | -             | -             | 25    | 9     | 13                 | 7                  | 38    | 16    |
| Винер Аматёр     | 1922/23          | 21   | 4    | 1             | 0             | -             | -             | 22    | 4     | 17                 | 9                  | 39    | 13    |
| Винер Аматёр     | 1923/24          | 21   | 5    | 5             | 3             | -             | -             | 26    | 8     | 17                 | 7                  | 43    | 15    |
| Винер Аматёр     | 1924/25          | 20   | 3    | 4             | 3             | -             | -             | 24    | 6     | 22                 | 12                 | 46    | 18    |
| Винер Аматёр     | 1925/26          | 22   | 2    | 5             | 4             | -             | -             | 27    | 6     | 26                 | 11                 | 53    | 17    |
| Винер Аматёр     | 1926/27          | 23   | 10   | 4             | 3             | -             | -             | 27    | 13    | 20                 | 12                 | 47    | 25    |
| Винер Аматёр     | 1927/28          | 21   | 3    | 2             | 0             | 0             | 0             | 23    | 3     | 18                 | 6                  | 41    | 9     |
| Винер Аматёр     | 1928/29          | 17   | 4    | 2             | 1             | 0             | 0             | 19    | 5     | 12                 | 6                  | 31    | 11    |
| Винер Аматёр     | 1929/30          | 11   | 1    | 1             | 0             | 0             | 0             | 12    | 1     | 14                 | 6                  | 26    | 7     |
| Винер Аматёр     | Итого            | 220  | 57   | 40            | 25            | 0             | 0             | 260   | 82    | 182                | 93                 | 442   | 175   |
| ВАК              | 1930/31          | 7    | 1    | 7             | 3             | 0             | 0             | 14    | 4     | 10+                | ?                  | 24+   | 4+    |
| ВАК              | 1931/32          | 1    | 0    | 0             | 0             | 1             | 0             | 2     | 0     | ?                  | ?                  | 2+    | ?     |
| ВАК              | Итого            | 8    | 1    | 7             | 3             | 1             | 0             | 16    | 4     | 10+                | ?                  | 26+   | 4+    |
| Всего за карьеру | Всего за карьеру | 228  | 58   | 47            | 28            | 1             | 0             | 276   | 86    | 192+               | 93+                | 468+  | 179+  |

## Вне футбола
После завершения игровой карьеры Морокутти работал по своей основной профессии стоматолога. В 1938 году, после аншлюса, вступил в НСДАП. В 1943 году переехал в Обернойкирхен.